# KiKi (シンガー)
KIKI（キキ、本名：桜田 菊代（さくらだ きくよ）は、日本の女性シンガー、ボイストレーナー、作曲家、ゴスペルディレクター。北海道標津郡中標津町出身。

## 人物
故カーメン・マクレエの進めでアメリカへ渡り、ボイストレーニングを学ぶ。高橋幸宏＆スティーヴ・ジャンセンのレコーディングに参加後、1987年CBS・ソニーよりアルバム「MIDNIGHT PRINCE」にてデビュー。2000年にゴスペル聖歌隊「CHOUB(シューブ)」を立ち上げ、その活動を通じてマニラのストリートチルドレンへの支援を現在も行っている。UA、中島美嘉、BoA等のボイストレーナーを担当。

## ディスコグラフィー

### アルバム
- MIDNIGHT PRINCE (1987年9月21日)

### レコーディング参加作品
- 高橋幸宏&スティーヴ・ジャンセン - Stay Close
- SOFT BALLET - 愛と平和,MILLION MIRRORS
- 福山雅治 - M-Collection BIRTHDAY PRESENT
- UA - ブエノスアイレス
- CHOUB - Bread from Heaven

### おもなCM参加作品
- 積水ハウス
- JR西日本
- 緑効青汁ロゴ、他[1]